# Ziziphus montana
Ziziphus montana là một loài thực vật có hoa trong họ Táo. Loài này được W.W. Sm. miêu tả khoa học đầu tiên năm 1917.